# Điện một chiều
Khái niệm Một chiều trong kỹ thuật điện là để nói đến dòng chuyển dời đồng hướng của các hạt mang điện trong môi trường dẫn điện, như dây dẫn.
Điện một chiều thường được viết tắt là 1C (một chiều) hay DC (theo viết tắt tiếng Anh: "Direct Current").

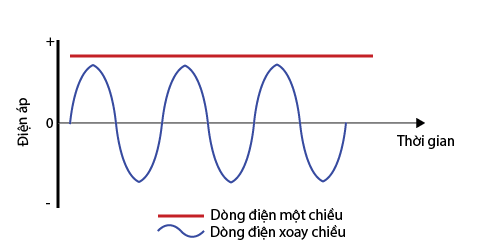
So sánh điện 1 chiều và điện xoay chiều.

## Lịch sử

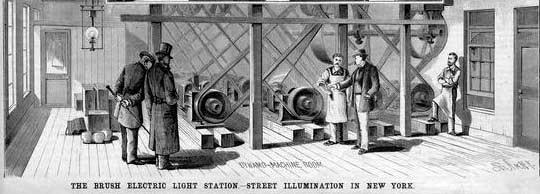
Nhà máy năng lượng trung tâm của Công ty điện Brush với máy phát điện một chiều tạo ra điện một chiều đê cung cấp năng lượng cho đèn hồ quang để thắp sáng đèn công cộng tại New York. Bắt đầu vận hành vào tháng 12 năm 1880 tại 133 đường West Twenty-Fifth, điện thế cao mà nó vận hành cho phép nó cung cấp năng lượng cho dây điện dài 2 mi.

Dòng điện một chiều được tạo ra năm 1800 từ pin Volta của nhà vật lý học người Ý Alessandro Volta. Bản chất của việc dòng điện di chuyển đã không được tìm ra. Nhà vật lý học người Pháp André-Marie Ampère phỏng đoán rằng dòng điện đi theo một hướng từ dương tới âm. Khi nhà chế tạo dụng cụ người Pháp Hippolyte Pixii xây máy phát điện một chiều đầu tiên năm 1832, ông phát hiện ra rằng khi nam châm được sử dụng đi qua các vòng dây mỗi nửa vòng, nó đã đảo chiều dòng điện, tạo ra Điện xoay chiều. Từ gợi ý của Ampère, Pixii sau đó đã thêm bộ phận chuyển mạch để tạo ra dòng điện một chiều.

## Dòng điện một chiều
Dòng điện một chiều là dòng chuyển động đơn hướng của các điện tích. Dòng điện một chiều được tạo ra từ các nguồn như pin, tế bào năng lượng mặt trời. Dòng điện một chiều có thể di chuyển trong vật dẫn như dây điện hoặc trong các vật liệu bán dẫn, vật liệu cách điện hoặc trong chân không ví như trong các chùm ion hoặc chùm electron. Trong dòng một chiều, các điện tích chuyển động theo cùng một chiều là từ cực dương của nguồn điện sang cực âm, khác với chiều của dòng điện xoay chiều và chiều dòng điện quy ước.

### Tính chất
- Cường độ dòng điện 1 chiều có thể tăng hoặc giảm nhưng không hề đổi chiều.
- Dòng điện 1 chiều được tạo ra từ các nguồn như pin, nguồn năng lượng mặt trời.
- Dòng điện đi từ cực dương của nguồn điện qua các thiết bị điện đến cực âm của nguồn điện
- Dòng điện một chiều là dòng chuyển động của các hạt electron mang điện theo chiều chuyển động một hướng nhất định từ dướng sang âm hay dòng chuyển động của các điện tử tự do. Bạn đã biết dòng điện một chiều là gì rồi phải không ạ. Bây giờ ta cùng tìm hiểu các tính chất của nó nhé.

Để đo điện áp một chiều, có thể sử dụng vôn kế một chiều.
Các bước đo điện áp một chiều:
- Mắc vôn kế song song với mạch cần đo điện áp.
- Có thể mắc song song trực tiếp vôn kế với nguồn điện như mạch phải hở.
- Đọc số (hoặc kim) chỉ thị trên vôn kế.
- Lưu ý: mắc chốt dương của vôn kế hướng đến cực dương của nguồn điện và ngược lại.